# Loxia
Loxia (kruisbekken) is een geslacht van zangvogels uit de familie van de vinkachtigen (Fringillidae). De volwassen mannetjes zijn overwegend rood gekleurde zangvogels.  Een gemeenschappelijk kenmerk zijn de gekruiste snavelpunten; dit is een aanpassing die het de vogels gemakkelijk maakt zaden uit de kegels van coniferen te peuteren.

## Soorten
Het geslacht kent de volgende soorten:
- Loxia curvirostra – Kruisbek
- Loxia leucoptera – Witbandkruisbek
- Loxia megaplaga – Hispaniolakruisbek
- Loxia pytyopsittacus – Grote kruisbek
- Loxia scotica – Schotse kruisbek
- Loxia sinesciuris – Idahokruisbek